# Mackenzie Highway

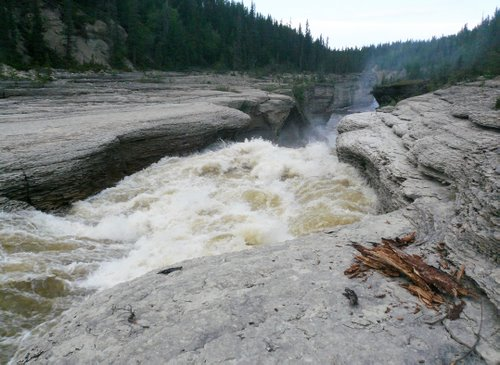
Stromschnellen im Trout River

Der Mackenzie Highway ist ein Highway im kanadischen Alberta und in den Northwest Territories. Er beginnt am Alberta Highway 2 an der Mile Zero in Grimshaw, Alberta. Ab Kilometer 5 führt die Straße die Bezeichnung Alberta Highway 35 auf der ganzen Länge bis zur Grenze mit den Northwest Territories und führt danach die Bezeichnung Northwest Territories Highway 1.
Ursprünglich wurde der Bau 1938 begonnen. Aufgrund des Zweiten Weltkrieges wurde der Bau jedoch eingestellt, und in den späten 1940er Jahren wieder aufgenommen und bis Hay River verlängert.
1960 wurde der Highway ausgedehnt. Etwa 38 km südlich von Hay River, in Enterprise wurde in nordöstlicher Richtung ein rund 38 km langes Stück Highway angesetzt. Der Verlauf dieses Straßenstücks führt via Fort Providence und Behchokò zur Hauptstadt der Northwest Territories, nach Yellowknife. Ein Großteil ist nun unter dem Namen Northwest Territories Highway 3 bzw. als Yellowknife Highway bekannt. Dieser Abschnitt zwischen Hay River und Enterprise gehört zum Hay River Highway (Highway 2).
Um 1970 herum wurde der Highway nach Fort Simpson verlängert und 1971, als der Abschnitt nach Fort Simpson eröffnet wurde, begannen Arbeiten, damit die Straße nach Wrigley ausgedehnt werden konnte. Die Straße wurde 1994 fertiggestellt und beinhaltet auch die N’dulee-Fähre.
Östlich des Fort Simpson Airports überquert die Straße den Liard River im Sommer mit einer Fähre und im Winter mittels einer Eisbrücke.

## Ausbau
Über eine Verlängerung des Highways von Wrigley bis an den Dempster Highway wurde bereits 1958 diskutiert. Eine Verbindung bis Fort Good Hope ist bislang nur im Winter mit Hilfe von Eisstraßen und -brücken möglich. Die Regierung gab jedoch mehrere Studien in Auftrag, mit dem Ziel, eine feste Straßenverbindung auch für die warmen Monate herzustellen. Dieses Projekt befindet sich ohne konkreten Endtermin derzeit in der Umsetzung. 34 Brücken wurden bereits gebaut und es verbleiben lediglich sechs Flüsse, über die noch weitere Brücken gebaut werden müssen.